# Renanthera edelfeldtii
Renanthera edelfeldtii là một loài thực vật có hoa trong họ Lan. Loài này được F.Muell. & Kraenzl. miêu tả khoa học đầu tiên năm 1894.